# Elias Daniel
Elias Daniel, född 1982 i Uppsala, är en svensk thaiboxare. Han har vunnit EM och VM i thaiboxning, och kommit till final i K-1 World Max Scandinavia 2006. Han tränar på Friends Gym i Kristianstad.